# At-Tàï (abbàssida)
Abu-Bakr Abd-al-Karim at-Tàï bi-L·lah (àrab: أبو بكر عبد الكريم الطائع بالله, Abū Bakr ʿAbd al-Karīm aṭ-Ṭāʾiʿ bi-Llāh), més conegut per la primera part del seu làqab com at-Tàï (932-1003), califa abbàssida de Bagdad (974-991).
Era fill del califa al-Mutí i d'una concubina grega que es deia Utb. Quan el pare fou destronat el 5 d'agost de 974 fou proclamat at-Tàï. Ibn al-Athir diu que durant el seu regnat no va tenir en cap moment prou poder per associar el seu nom a alguna empresa notable; només apareix amb relació a monedes, diplomes i documents cerimonials. Es diu que tenia una força física excepcional. El govern efectiu el tenien a les seves mans els emirs buwàyhides. El març del 983, quan va morir Àdud-ad-Dawla, que era sogre d'at-Tàï, van començar problemes interns. A la tardor del 991 Bahà-ad-Dawla, que no podia pagar les seves tropes, fou convençut pel seu conseller Abu-l-Hàssan ibn al-Muàl·lim d'enderrocar el califa i apoderar-se de les seves riqueses. Bahà-ad-Dawla va demanar audiència i hi va anar amb un nombrós seguici, i a una ordre de l'emir, at-Tàï, que no sospitava res, fou arrancat del tron i portat a la residència de Bahà-ad-Dawla on va quedar provisionalment. El seu cosí Abu l-Abbàs Àhmad el va succeir amb el nom d'al-Qàdir. Aquest no fou reconegut pels samànides ni pels vassalls d'aquestos a Gazni i en les seves monedes els primers van continuar posant at-Tàï com a califa fins al final de la dinastia (van deixar d'encunyar moneda una mica abans); apareix també a les monedes gaznèvides fins al 999.
El setembre del 992 at-Tàï va obtenir permís per traslladar-se a la residència del seu cosí el califa on fou ben rebut i ben tractat. Va morir el 3 d'agost del 1003.